# Zosterop de Principe
El zosterop de Principe (Zosterops ficedulinus) és un ocell de la família dels zosteròpids (Zosteropidae).

## Hàbitat i distribució
Habita boscos i vegetació secundària de l'illa de Príncipe, al golf de Guinea.